# Sauber C9
El Sauber C9 (después llamado Mercedes C9 o Mercedes-Benz C9) fue un coche de carreras del Grupo C introducido en 1987 como continuación de su colaboración entre Sauber como constructor y Mercedes Benz como proveedor de motores, para el mundial de deportivos. El C9 reemplazó al anterior Sauber C8. Su debut en la temporada 1987, los coches fueron corridos por Kouros Racing, nombre de la marca de perfumes de su patrocinador, Yves Saint Laurent, aunque oficialmente respaldado por Mercedes Benz. El equipo logró solo un duodécimo puesto en la clasificación de equipos, sumando puntos solo en una fecha. Para 1988, Kouros salió como auspiciador, forzando al equipo renombrar como Sauber Mercedes. Como resultado, Mercedes usó a AEG-Olympia como auspiciador - AEG era propiedad de Daimler Benz a la vez. Se las arreglaron para terminar segundos en el campeonato por detrás de Silk Cut Jaguar, con cinco victorias en la temporada. Desafortunadamente, en las 24 Horas de Le Mans el equipo sufrió un embarazoso revés cuando fueron forzados a retirarse debido a la preocupación sobre sus neumáticos Michelin.
Finalmente en 1989, el coche fue capaz de lograr un gran éxito. Además de sustituir el esquema de color negro por su nacional plateado, la reducción del patrocinio de AEG como auspicio menor, el viejo motor V8 M117 turbo de 5.0L fue actualizado al M119, los cuales reemplazaron las cabezales de acero con los de aluminio. El C9 fue capaz de ganar todas las carreras excepto una de la temporada 1989, incluyendo las 24 Horas de Le Mans. Durante la calificación en Le Mans, el auto marcó una velocidad de 247 mph (398 km/h) en la recta de Mulsanne, un récord. El piloto de Mercedes Jean-Louis Schlesser terminaría ganando el campeonato de pilotos de la temporada.
El C9 fue reemplazado por el Mercedes-Benz C11 en 1990.

## Resultados en Le Mans
24 Hours de Le Mans de 1987
1. 61 - Kouros Racing - Mike Thackwell, Henri Pescarolo, Hideki Okada - no terminó
2. 62 - Kouros Racing - Chip Ganassi, Johnny Dumfries, Mike Thackwell - no terminó

24 Hours de Le Mans de 1988
1. 61 - Team Sauber Mercedes - Mauro Baldi, James Weaver, Jochen Mass - retiro
2. 62 - Team Sauber Mercedes - Klaus Niedzwiedz, Kenny Acheson - retiro

24 Hours de Le Mans de 1989
1. 61 - Team Sauber Mercedes - Mauro Baldi, Kenny Acheson, Gianfranco Brancatelli - segundo
2. 62 - Team Sauber Mercedes - Jean-Louis Schlesser, Jean-Pierre Jabouille, Alain Cudini - quinto
3. 63 - Team Sauber Mercedes - Jochen Mass, Manuel Reuter, Stanley Dickens - primero

Alcanzando las 257.0 mph (407 km/h) durante la sesión de clasificación de las 24 Horas de Le Mans en 1989, el Sauber C9 marcó la velocidad más rápida en la historia de competición. 
La velocidad máxima del C9 solo fue por poco alcanzada por el prototipo Peugeot WM, con una velocidad de 255.0 mph (405 km/h) en la carrera de 1988. Sin embargo, el WM optimizado para una baja aceleración y altas velocidades en rectas, sufrió problemas de manejo en otras partes de circuito, el motor era propenso a calentarse.